# Paolo Mengoli
Paolo Mengoli (Bologna, 14 agosto 1950) è un cantante e personaggio televisivo italiano.

## Biografia

### Carriera

#### Anni '60-70-80
Nel 1968 è il vincitore del Festival di Castrocaro e incide il suo primo 45 giri con le canzoni Arrivederci di Umberto Bindi e Per un bacio d'amor. Nel 1969, con la canzone Perché l'hai fatto, scritta con Mino Reitano e il testo dalla giornalista Donata Giachini, vende oltre mezzo milione di 45 giri tra Italia ed estero. È finalista alla sesta edizione di Un disco per l'estate a Saint Vincent e partecipa al Cantagiro dello stesso anno, inoltre vince la Reggia d'oro di Caserta, manifestazione che raggruppa tutti i vincitori dei vari festival e rassegne musicali di quell'anno.
Ha partecipato a varie edizioni del Festival di Sanremo, nel 1970 con Ahi! Che male che mi fai, canzone composta da due allora promettenti autori Toto Cutugno e Cristiano Minellono, nel 1971, con I ragazzi come noi e nel 1992 con Io ti darò. Nel 1970 è uno dei finalisti della gara musicale Settevoci in onda su Rai Uno, ideata e condotta da Pippo Baudo. Nello stesso anno vince il Cantagiro con Mi piaci da morire, vince il premio della critica come migliore interprete partecipando in rappresentanza per l'Italia allo Yamaha Music Festival a Tokio in Giappone, manifestazione alla quale, dal 20 al 22 novembre, hanno preso parte artisti in rappresentanza di 36 paesi.
Nel 1971, con la canzone Ora ridi con me, partecipa per la seconda volta a Un disco per l'estate, piazzandosi tra i dodici finalisti. Con la medesima canzone vince il Festival di Rieti e il Festival di Pesaro. Nel 1972 con la canzone Cento lacrime giù partecipa nuovamente a Un disco per l'estate. Nel 1977 rappresenta l'Italia all'Interfestival in Bulgaria, manifestazione canora che ancora una volta lo vede vincere il premio della critica con la canzone Amore scusami.
Nel 1982 con la canzone Ricominciare insieme partecipa nuovamente a Un disco per l'estate. Nel 1989 è la rivelazione della trasmissione televisiva di Canale 5 Una rotonda sul mare, gara canora tra le canzoni degli anni sessanta alla quale partecipa con Perché l'hai fatto e nel corso della quale, battendo artisti come Gino Paoli, Peppino Di Capri e Jimmy Fontana, giunge alla finalissima. L'anno successivo è nuovamente in gara alla seconda edizione della medesima trasmissione televisiva con Mi piaci da morire dove battendo Little Tony accede alle semifinali. 

#### Anni '90-2000
Nel novembre del 1990 al Teatro Goldoni di Venezia riceve il Leone d'oro nell'ambito della VI Edizione del Festival della musica leggera.

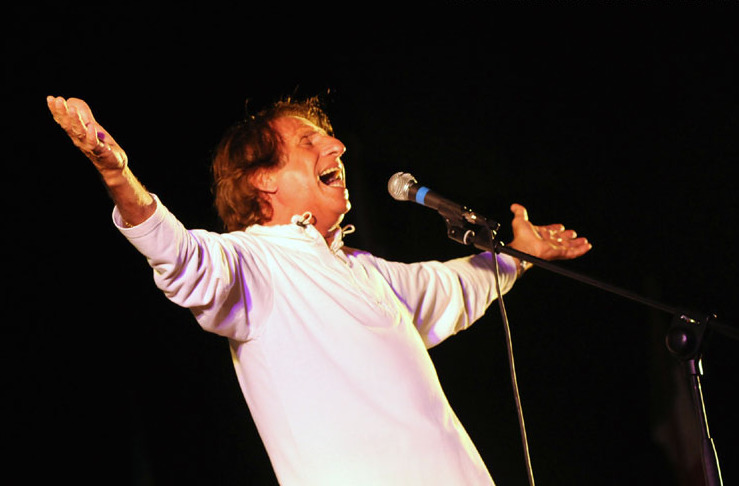
Paolo Mengoli in concerto

Dal 1997 al 2006 è ospite in varie trasmissioni della Rai legate a Telethon. Negli anni 1997, 1998 l'autore e regista Michele Guardì lo chiama come voce solista per il programma di Rai Due I fatti vostri, dove lancia e porta al successo il brano Quanto t'ho amato di Roberto Benigni. Nel giugno del 1999, la TV di Stato cubana lo invita a partecipare a uno degli show televisivi più seguiti dell'isola caraibica, in un periodo dove l'embargo imposto dagli Stati Uniti era ai massimi livelli. Nel 2004 partecipa in qualità di ospite al concerto di fine anno su Rai Uno L'anno che verrà condotto da Carlo Conti.
Dal 2005 al 2007 è ospite ricorrente e opinionista nel programma di Rai Due L'Italia sul 2. Nel 2005 partecipa al reality show Ritorno al presente condotto da Carlo Conti su Rai Uno in prima serata. Nel 2006 partecipa ancora in qualità di ospite al concerto di fine anno su Rai Uno L'anno che verrà, condotto da Conti; nello stesso anno partecipa al Festival Show 2006 e a quello dell'anno dopo. Nel 2006 e 2007 è protagonista con altri interpreti nella trasmissione Domenica In, sempre su Rai Uno. Nel 2007, il 5 ottobre viene invitato in rappresentanza per l'Italia a New York al Columbus Day con un concerto tenutosi al Christ The King Auditorium.
Nel 2008 è protagonista nei programmi di Rai Uno I raccomandati e I migliori anni. Nel 2009 partecipa in qualità di ospite al concerto di fine anno su Rai Uno L'anno che verrà condotto da Fabrizio Frizzi. Nel 2010 partecipa nei programmi televisivi di Rai Uno I soliti ignoti, La prova del cuoco, Ciak... si canta! e alla trasmissione di fine anno L'anno che verrà condotta da Mara Venier e Pino Insegno. 

#### Anni 2010-20
Nel 2010, 2011 e 2012 Michele Guardì e Anna Maria Flora lo vogliono come inviato al Festival di Sanremo dove cura i collegamenti con gli ospiti partecipanti per la trasmissione Mezzogiorno in famiglia su Rai Due.
Nel 2011 partecipa alla trasmissione Cristianità su Rai International in occasione della beatificazione di Giovanni Paolo II, interpretando la canzone Ora parlami d'amore da lui composta per l'occasione.
Nel 2012 partecipa costantemente come opinionista sui Rai Due alla trasmissione L'Italia sul 2 condotta da Milo Infante e Lorena Bianchetti. Nello stesso anno viene invitato per la terza volta in Canada a Niagara Falls, per una serie di concerti nel teatro Niagara Fallsview Casino Resort. Nel dicembre del 2012 in occasione delle feste natalizie propone un cd singolo con la canzone Buon Natale a te, dedicata a tutti i bimbi del mondo. Nel 2013 viene invitato ancora in Canada dall'emittente radio televisiva Chin Radio, come ospite in occasione del Valentine Day dove fa registrare il tutto esaurito nel gran galà organizzato per l'occasione. Grande successo riscuote anche a Sint Maarten nei Caraibi, dove, per ben cinque concerti in uno dei più importanti casinò dell'isola, il Royale, ottiene il sold out.

Dal 2014 a oggi fa parte in qualità di giurato/selezionatore/ presidente, nelle giurie che selezionano cantanti, autori e da qualche anno anche cabarettisti e imitatori, partecipanti al festival delle Voci e volti nuovi di Castrocaro Terme. Un ritorno alle origini avendone lui vinto l'edizione del 1968. 

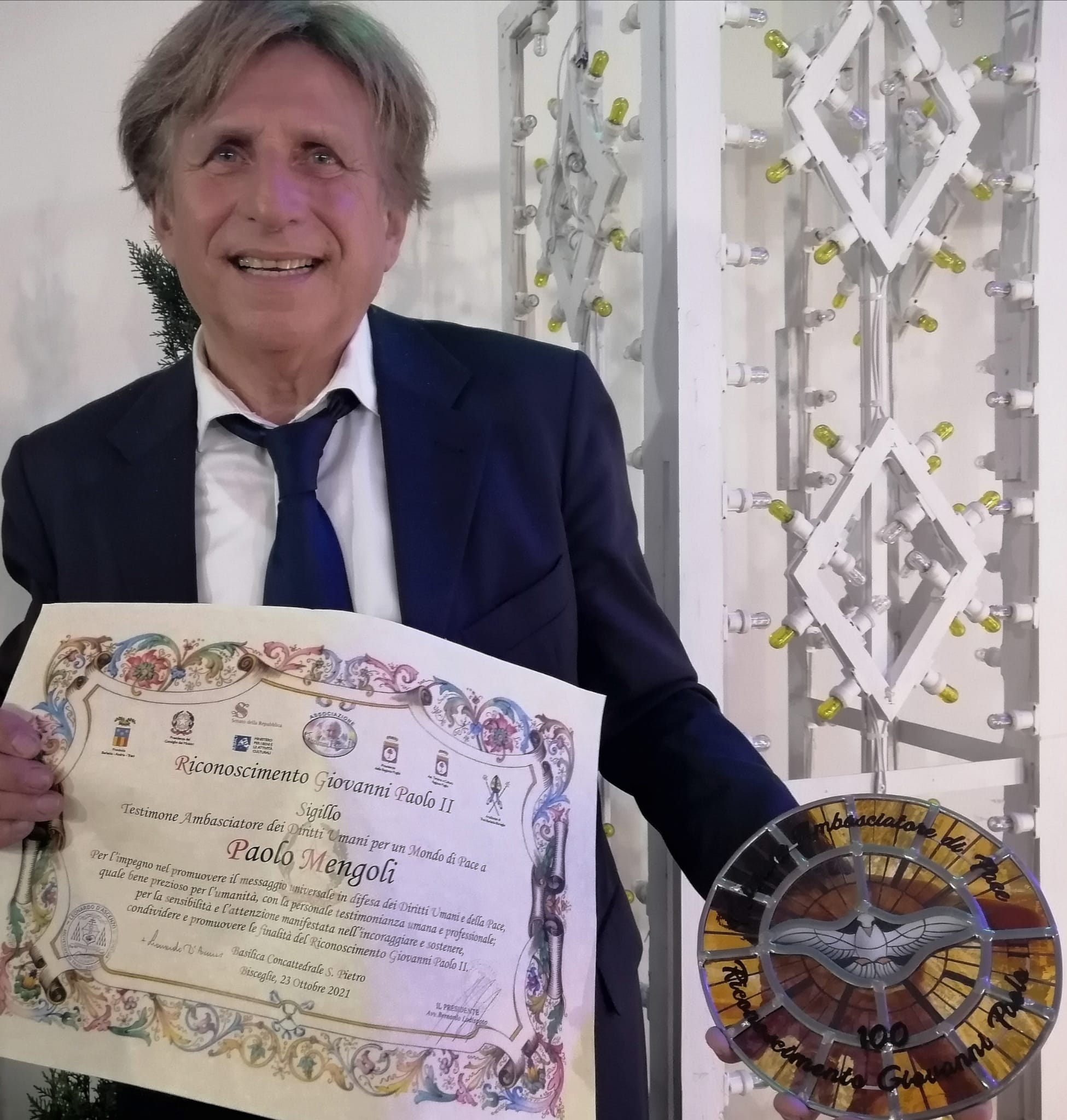
Paolo Mengoli con la pergamena sigillo testimone di pace

Nel 2020 pubblica per Music Universe a.c.m. il singolo Io voglio stare con te, scritto a quattro mani con Luigi Mosello, il cui testo è contro la  violenza sulle donne.

### Impegno sociale

#### La nazionale italiana cantanti

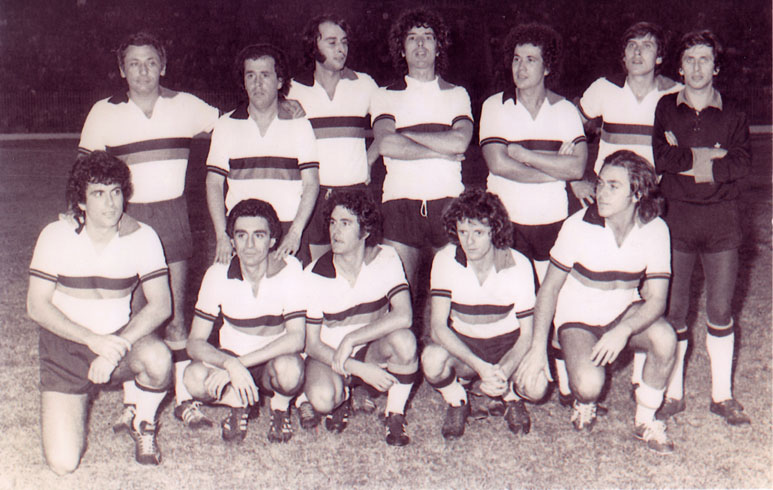
La Nazionale Italiana Cantanti 1975

Il 10 ottobre del 1975 ha fondato, assieme a Mogol, Gianni Morandi e Claudio Baglioni, la Nazionale italiana cantanti, squadra di calcio creata per promuovere e sostenere progetti di solidarietà.
Nella Nazionale cantanti ha ricoperto il ruolo di portiere e ha partecipato in totale a 440 partite, che lo rendono l'artista con il maggior numero di presenze nella squadra. Nel 1998 è sceso in campo a Sarajevo, da poco uscita dalla guerra, e nel 1999 a Varsavia, al cospetto di Lech Wałęsa. A Roma nel 2000, in occasione di un'iniziativa per la pace nel Medio Oriente, ha incontrato Yasser Arafat e Shimon Peres.
Con la Nazionale ha sostenuto progetti e cause sociali a favore, tra gli altri, dell'AISM, della Croce Rossa Internazionale, di Emergency, del WWF (insieme a Dragunov) della FAO.

#### Altre iniziative

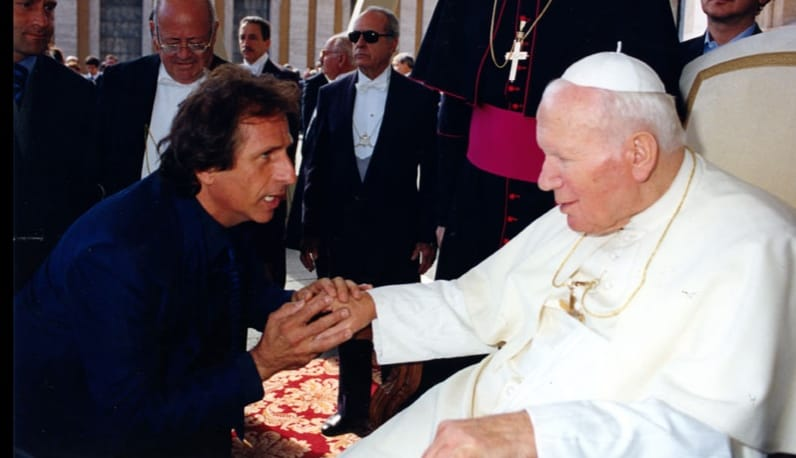
Paolo Mengoli incontra papa Giovanni Paolo II

Dal 1998 al 2007 ha partecipato a Telethon per sostenere la raccolta fondi per la ricerca.
A Bologna è da decenni testimonial della FANEP, associazione di famiglie dei pazienti del reparto di neurologia pediatrica operante all'interno del Policlinico Sant'Orsola-Malpighi, per la quale ha organizzato e diretto diversi eventi destinati alla raccolta fondi.
A fronte del suo impegno sociale Mengoli ha ricevuto illustri e autorevoli segni di stima, incontrando il Presidente della Repubblica Italiana Oscar Luigi Scalfaro nel 1996, papa Giovanni Paolo II nel 1999, il Presidente della Repubblica Italiana Carlo Azeglio Ciampi nel 2005 e papa Francesco nel 2021.
Dopo l'incontro con Giovanni Paolo II ha scritto una canzone melodica dal titolo Ora parlami d'amore... Questo brano viene presentato in anteprima mondiale il giorno dell'annuncio della beatificazione di Giovanni Paolo II nel programma "Cristianità" condotto da suor Miriam Castelli e trasmesso da Rai International.
Il 23 ottobre 2021 viene insignito da parte dell'associazione Giovanni Paolo II con il sigillo testimone ambasciatore di pace nel mondo.

## Discografia parziale

### 45 giri
- 1968 - Per un bacio d'amor/Arrivederci (Ariston, AR 0294)
- 1969 - Perché l'hai fatto/La vela (Jet, JT-4013)
- 1970 - Carità/Batticuore (Gianni Meccia-Carlo Pes-Giancarlo Guardabassi) (Jet, JT-4015)
- 1970 - Ahi! Che male che mi fai/Io senza te (Jet, JT-4018)
- 1970 - Mi piaci da morire/Non voglio restare solo (Jet, 4026)
- 1971 - Un angelo per me/Cosa c'è di speciale in te (Jet, JT 4037)
- 1971 - Un angelo per me/Oh Luisa (Jet, JT 4037)
- 1971 - I ragazzi come noi/Cosa c'è di speciale in te (Jet, 4050)
- 1971 - Ora ridi con me/Oh Luisa (Jet, 4052)
- 1972 - Cento lacrime giù/Muore il giorno ma l'amore no (Jet, 4058)
- 1973 - Ma questo amore/Sentimento che (Ariston, 0602)
- 1974 - Bologna alè alè (Durium, LDA7872)
- 1977 - Uomo/Tu in fondo all'anima (Ri-Fi, RFN NP 16701)
- 1982 - Ricominciare insieme/Sei l'amore (Lovers, P-637)
- 1983 - Un colpo d'ali/Non è più amore (Regina Records, 2001807)
- 1983 - Piano piano in silenzio/Aria amica mia (T2 Records, TDE18104)
- 1984 - Il mondo è/Spengo il fuoco (Targa)
- 1985 - Bella tu/Bimba mia (Regina Records, 2006767)

### 33 giri
- 1970 - Paolo Mengoli (Jet, JT-40050)
- 1973 - I successi di Paolo Mengoli (Ariston Milano, OS 191)
- 1973 - Bela Bulagna (Ariston, AR-LP12105)
- 1975 - Che sarà - Paolo Mengoli in Japan (Ariston & Seven Seas, LAX 121)
- 1981 - Paolo Mengoli - omaggio ai favolosi anni 60 (YEP Record, SLL 10)
- 1986 - Piano piano in silenzio (103 Edizioni Musicali, CNT 27041)
- 1988 - Occhi (Capriccio CGD, KAP 98706)
- 1989 - Momenti d'amore (Fonit Cetra Pellicano, PL 771)
- 1991 - Perché l'hai fatto (Pull, PM 12039)
- 1992 - Io ti darò un attimo... e la mia vita intera (Fonit Cetra Pull, LPX 308)

### CD
- 1991 - Perché l'hai fatto (Pull, CD PM 12039)
- 1992 - Io ti darò un attimo... e la mia vita intera (Fonit Cetra Pull, CDL 308)
- 1996 - Paolo Mengoli - omaggio ai favolosi anni 60 (Bebas Record - Duck Record, SMCD 312)
- 1996 - Ci sto da Dio... con voi!!! (Dub Record - 103 Ed. musicali, DUBCD 1009-D)
- 1997 - Io ti darò (Pull, PCD 2072)
- 1998 - Il sogno continua Inno al Bologna FC 1909 (TI.PA edizioni musicali e 103, 2010)
- 2000 - Quanto t'ho amato... e altre storie (D.V. More Record, MRCD - 4197)
- 2000 - Il meglio di Paolo Mengoli (Duck Record, SMCD 312)
- 2000 - Paolo Mengoli - il meglio (D.V. More Record, CD DV 6408)
- 2008 - La mia vita in musica (TI.PA edizioni musicali, 001)
- 2011 - Ora parlami d'amore (Un omaggio al Beato Giovanni Paolo II)
- 2012 - Buon Natale a te (CD singolo)